# Niger Tornadoes
Niger Tornadoes ist ein nigerianischer Fußballverein aus Minna im Bundesstaat Niger. Seine Heimspiele trägt der Verein im Minna Township Stadium aus. Bisher konnten die Tornadoes einmal die Nigerianischen FA Cup gewinnen. Der Meisterschaftserfolg blieb bisher aus.

## Geschichte
| Saison                                                                                                  | Platz                  |
| --- | ---------------------- |
| 1977 | ?                      |
| 1978 | ?                      |
| 1979 | ?                      |
| 1980 | ?                      |
| 1981 | ?                      |
| 1982 | ?                      |
| 1983 | (2. Liga)              |
| 1984 | ?                      |
| 1985 | ?                      |
| 1986 | (2. Liga)              |
| 1987 | ?                      |
| 1988 | ?                      |
| 1989 | (2. Liga)              |
| 1990 | (2. Liga)              |
| 1991 | (2. Liga)              |
| 1992 | (2. Liga)              |
| 1993 | 13 (2. Liga)           |
| 1994 | 10 (2. Liga)           |
| 1995 | (2. Liga)              |
| 1996 | (2. Liga / Aufsteiger) |
| 1997 | 17(Abstieg)            |
| 1998 | (2. Liga)              |
| 1999 | (2. Liga)              |
| 2000 | (2. Liga)              |
| 2001 | (2. Liga)              |
| 2002 | (2. Liga / Aufsteiger) |
| 2003 | 9                      |
| 2004 | 13                     |
| 2005 | 14                     |
| 2006 | 6 (Gruppe B) n. q.     |
| 2007 | 8 (Gruppe A) n. q.     |
| 2007/08                                                                                                 | 5                      |
| 2008/09                                                                                                 | 5                      |
| 2009/10                                                                                                 | 7                      |
| *n. q. = nicht qualifiziert für Finalrunde *In Klammern sind die Platzierung vor Beginn der Finalrunde. |                        |

Der Verein wurde am 15. Oktober 1970 gegründet. Nach Einführung der Profiliga spielte er anfangs vor allem in der Nigerianischen Amateurliga, der zweiten Liga in Nigeria.
In der Zweitligasaison 1996 qualifizierte sich der Klub für die Premier League. Doch 1997 verlief die Saison im nigerianischen Oberhaus mehr als enttäuschend. Mit siebzehn Niederlagen hatte man drei mehr als Siege. Schließlich wurde nur Rang 17 erreicht, was gleichbedeutend mit dem Abstieg war. Besonders ärgerlich war der Abstieg, da man mit nur einem weiteren Sieg auf Platz acht hätte klettern können. Zwischen 1998 und 2001 war die Mannschaft also  wieder in der zweiten Liga des Landes aktiv. Trotzdem setzte der Klub auch von dort aus Akzente im nigerianischen Fußball. Bereits 1999 ließ der Verein im Pokal aufhorchen und erreichte den dritten Platz. Als damaliger Zweitligist war das Team 2000 eine noch größere Überraschung im Wettbewerb um den Nigerianischen FA Cup. Man setzte sich in den KO-Runden durch und die Mannschaft erreichte am 7. Oktober 2000 das Endspiel. In der Begegnung gegen die Enugu Rangers setzten sich die Tornadoes durch einen Treffer von Akin Ademofe mit 1:0 durch. Dies ist der bisher größte Erfolg in der Geschichte des Vereins. Im Spiel um den Super Cup am 18. Februar 2001 gegen Julius Berger musste man sich allerdings mit 1:2 geschlagen geben.
2002 stiegen die Niger Tornadoes aus der Nigerianischen Amateurliga in die Premier League auf. Im ersten Jahr nach dem Aufstieg reichte es zu Platz neun, einem guten Mittelfeldrang.
47 Punkte in der Spielzeit 2004 waren fast zu wenig und der Abstieg war in dieser Saison sehr nah. Nur einen Pluspunkt mehr auf den ersten Absteiger Wikki Tourists hatte das Team. Allerdings sicherte sich die Mannschaft bereits am vorletzten Spieltag den Klassenerhalt, da man im direkten Vergleich mit 2:0 gegen Wikki gewinnen konnte. In der Saison des Jahres 2005 ging es ebenfalls sehr eng zu. Die Tornadoes fanden sich auf Grund von vier sieglosen Partien zu Saisonbeginn frühzeitig im Tabellenkeller wieder. Am Ende reichten fünfzig Punkte, um den Klassenerhalt zu schaffen. Dabei gab es zwischen Platz 16 und 7 nur einen Punkteunterschied von fünf Zählern. 2006 schaffte es das Team nicht sich für die Finalrunde zu qualifizieren. Zwar hatte man nur eine Niederlage mehr als Tabellenführer Nasarawa United FC, trotzdem reichte es nur zu Platz sechs in der Gruppe B. In der Gruppe A der Saison 2007 schrammte der Verein nur knapp an den Abstiegsrelegationsplätzen vorbei. Von zehn Teams in der Gruppe erreichten die Tornadoes nur den achten Platz, wobei Platz neun schon zur Relegation geführt hätte. Allerdings war mit fünf Punkten Unterschied das Polster groß genug. Zur Spielzeit 2007/08 wurde die Mannschaft Fünfter. Dabei war man nur vier Punkte hinter Meister Kano Pillars FC. In der Folgesaison wurde der Klub erneut Fünfter. Insgesamt 14 Punkte fehlten  dieses Mal zu Platz eins. Mit elf Unentschieden hatte man nur eins weniger als Ligakonkurrent Enugu Rangers. Gegen den späteren Meister Bayelsa United setzte es am ersten Spieltag gleich eine 0:4-Niederlage. Im Rückspiel behielt das Team mit 3:0 die Oberhand.

## Erfolge
- Nigerianischer FA Cup: 2000
- Finalist des Nigerianischen FA Cup: 1982

## Bekannte ehemalige Spieler
(Auswahl)
- Murphy Akanji (Ehemaliger nigerianischer Nationalspieler)
- Shaibu Amodu (Seit 2008 nigerianischer Nationaltrainer)
- Tijani Babangida (Ehemaliger nigerianischer Nationalspieler)
- Joe Tex Frimpong

## Tornadoes Trainer
(unvollständig)
- Hassan Abubakar
- 8/2008 – 9/2008:  Zakari Baraji[2]
- Godwin Uwua